# Ján Mucha
Ján Mucha (Belá nad Cirochou, 5 dicembre 1982) è un allenatore di calcio ed ex calciatore slovacco, di ruolo portiere.

## Carriera

### Club
Dopo aver fatto le giovanili in Slovan Belá nad Cirochou, MŠK Snina e Inter Bratislava esordisce nel 2002 nella rosa del Žilina, squadra in cui rimane fino al 2005. Vincerà 2 campionati e due Supercoppe nazionali tra il 2002 e il 2005.
Dal 2005 al 2010 ha militato nel Legia Varsavia vincendo un campionato, una coppa nazionale e supercoppa. Nel gennaio del 2010 ha firmato un accordo di pre-contratto con la squadra inglese dell'Everton, in cui militerà dalla stagione 2010-2011. Alla fine del campionato 2012-2013, i Toffees non gli hanno rinnovato il contratto.

### Nazionale
Ha debuttato in Nazionale nel febbraio del 2008, in un'amichevole contro l'Ungheria. È stato convocato per i Mondiali 2010 in Sudafrica, durante i quali la selezione slovacca ha raggiunto gli ottavi di finale.
Viene convocato per gli Europei 2016 in Francia in qualità di secondo portiere, tuttavia non trova mai il campo. In seguito non viene più chiamato in nazionale.

## Palmarès

### Club

#### Competizioni nazionali
- Campionato slovacco: 2

Žilina: 2002-2003, 2003-2004
- Supercoppa di Slovacchia: 2

Žilina: 2003, 2004
- Campionato polacco: 1

Legia Varsavia: 2005-2006
- Coppa di Polonia: 1

Legia Varsavia: 2007-2008
- Supercoppa di Polonia: 1

Legia Varsavia: 2008
- Coppa di Slovacchia: 1

Slovan Bratislava: 2016-2017